# Sparks (Oklahoma)
Sparks é uma cidade  localizada no estado norte-americano de Oklahoma, no Condado de Lincoln.

## Demografia
Segundo o censo norte-americano de 2000, a sua população era de 137 habitantes.
Em 2006, foi estimada uma população de 139, um aumento de 2 (1.5%).

## Geografia
De acordo com o United States Census Bureau tem uma área de
1,0 km², dos quais 1,0 km² cobertos por terra e 0,0 km² cobertos por água. Sparks localiza-se a aproximadamente 260 m acima do nível do mar.

## Localidades na vizinhança
O diagrama seguinte representa as localidades num raio de 20 km ao redor de Sparks.